# باندر سفلي (مقاطعة إسلام آباد غرب)
باندر سفلي (بالفارسية: باندر سفلی) هي قرية تقع في كرمانشاه في إيران. يقدر عدد سكانها بـ 116 نسمة .